# آن-سیسیلی لارسن
آن-سیسیلی لارسن (انگلیسی: Ann-Cecilie Larsen؛ زادهٔ ۱۴ فوریهٔ ۱۹۸۰) فیزیکدان اهل نروژ است.

## افتخارات
وی همچنین برندهٔ جوایزی همچون برنامه فولبرایت شده‌است.